# Petrivente
Petrivente là một thị trấn thuộc hạt Zala, Hungary. Thị trấn này có diện tích 7,65 km², dân số năm 2010 là 369 người, mật độ 48 người/km².